# HD 165634
HD 165634 ist ein Stern in einer Entfernung von etwa 340 Lichtjahren. Er ist ein Gelber Riese und gehört außerdem zu den sogenannten Weak G-band stars. 